# Антропологічні типи європеоїдної раси
Антропологічні типи європеоїдної раси є продуктом класифікації великої європеоїдної раси на більш дрібні категорії. Залежно від принципів класифікації та наявності відповідних даних, різними дослідниками були запропоновані різні варіанти.

## Класифікація С.Мортона
У середині XIX ст. американський учений С. Мортон розділив європеоїдний (Caucasian) расовий тип на сім'ї:
- кавказьку;
- німецьку;
- кельтську;
- арабську;
- лівійську;
- нілотську;
- індостанську.

## Класифікація В.Флауера
Англійський анатом Вільям Флауер у 1885 р. включав в білу расу людства наступні групи:
- європейці;
- єгиптяни (давні і сучасні);
- аборигени Індії;
- айни;
- ведди (Цейлон).

## Класифікація Ж.Ляпужа
Французький соціолог і ідеолог расизму Жорж Лапуж наприкінці XIX ст. ділив європейців на три головні раси:
- арійська європейська (homo europaeus) — довгоголова, світло-русява і високоросла раса;
- альпійська (homo alpinus) — короткоголова, темна за кольором волосся і очей і малоросла раса;
- середземноморська (homo mediterraneus) — довгоголова, чорнява раса.

## Класифікація Ю.Кольмана
Схему розподілу за однією ознакою з подальшим одноманітним підрозділом кожного варіанту першої ознаки на варіанти за другою ознакою запропонував на початку XX ст. німецький гістолог, анатом і антрополог Юліус Кольман. Він розділив європейські раси по росту, формі обличчя, а потім за формою черепа.

## Класифікація Т.Гекслі
Англійський зоолог і анатом Т. Гекслі розділив європейську групу на дві: світло- і темнопігментовані (ксантохроїв і меланохроїв):
- ксантохроїди
  - ксантохроїди Північної Європи
- меланохроїди
  - меланохроїди Південної Європи
  - меланохроїди Азії[6]

## Класифікація К.Штраца
Голландський мандрівник і антрополог Карл Штрац на початку XX ст. поклав в основу класифікації рас ступінь морфологічної диференційованості відмінних ознак. Стародавні типи Штрац назвав «протоморфними», сучасні — «архіморфними», перехідні — «метаморфними». Представників європеоїдної раси Штрац ділив на три типи («племені»):
- північне плем'я (світловолосі і блакитноокі люди, центр в Скандинавії);
- римське плем'я (південь Європи);
- африканське плем'я (північна Африка, семіти)[7].

## Класифікація І.Денікера
Система класифікації І. Денікера - це перша серйозна система, заснована тільки на біологічних ознаках. Виділені автором групи практично в незмінному вигляді, хоча і з іншими назвами, перейшли в більш пізні расові схеми. І. Денікер вперше використав ідею двох рівнів диференціації - виділення спочатку основних, а потім другорядних рас.
Денікер виділяв шість расових стовбурів, з яких два належать до європеоїдної раси:
- група C (хвилясте, темне або чорне волосся та темні очі):
  - індоафганська раса;
  - арабська або семітська раса;
  - берберська раса;
  - приморсько-європейська раса;
  - іберо-острівна раса;
  - західноєвропейська раса;
  - адріатична (динарська) раса;
- група D (хвилясте або пряме волосся, блондини зі світлими очима):
  - північноєвропейська (нордична) раса;
  - східноєвропейська раса[8][9][6].

Серед європейських рас, крім вище зазначених, Денікер виділяв такі підраси:
- субадріатичну расу;
- північно-західну підрасу - підрозділ атланто-середземноморців для виділення особливо темноволосих західних ірландців;
- субнордичну, відмінну від нордичної мезоцефалами, квадратним обличчям і кирпатим носом; вона була виділена, щоб охопити народи, що живуть на сході Балтики і в північній Німеччині;
- вістульску расу - гілка східноєвропейської або східної (орієнтальної) раси. Орієнтальна раса описується як низькоросла (163-164 см); помірно брахіцефальній (головний покажчик дорівнює 82-83) і що володіє світло-золотистим або солом'яно-жовтим волоссям, квадратним обличчям, часто кирпатим носом і блакитними або сірими очима. Ця раса пов'язана в основному з східними слов'янами і фінами, а вістульска раса - це підтип тієї ж раси з більш низьким зростом і мезоцефалією[10].

## Класифікація У.Ріплі
Американський географ У. Ріплі вважав («Раси Європи», 1900), що І. Денікер занадто ускладнив картину, і що існують лише три європеоїдні підраси - тевтонська (нордична), альпійська і середземноморська. Нордична і середземноморська раси - це давні європейські гілки найдавнішого європеоїдного типу, а альпійці - це іммігранти з Азії, що принесли з собою землеробство і неолітичне господарство.

## Класифікація Ж.Монтадона
Французький антрополог Жорж Монтадон у своїй книзі La race, les races (1933) поділяв велику європеоїдну расу на наступні малі раси і субраси:
- Світла раса (фр. Race blonde)
  - Нордична субраса
  - Субнордична субраса
  - Альпо-арменоїдна раса
  - Альпійська субраса
  - Динарська субраса
  - Анатолійска (вірменоїдна) субраса
  - Памірська субраса
- Бура (середземноморська) раса
  - Іберо-півострівна субраса
  - Літторальна (атланто-середземноморська) субраса
  - Берберска субраса
  - Арабська субраса
  - Індо-афганська субраса
- Лапоноїдна раса
- Айнська раса

## Класифікація Айкштедта
Німецький антрополог Егон фон Айкштедт (1934) ввів для позначення рас одноманітну номенклатуру, складену з назви характерної для раси етнічної групи та закінчення «-іди». Це умовне закінчення без зміни застосовується для позначення як великих рас, так і менших за обсягом підрозділів. У коло рас Айкштедта включаються:
- депігментовані північні раси — нордіди і східноєвропіди;
- центральні — альпініди, дінаріди, арменіди, тураніди;
- південноєвразійські — медітерраніди, орієнталіди, індіди[11].

## Класифікація Я.Чекановського
Польський антрополог Ян Чекановський створив свою схему поділу європеоїдів, згідно з якою існує чотири базових раси і шість підрас або змішаних типів, які походять від схрещування основних:
- чисті раси
  - нордична
  - іберо-острівна
  - лапоноїдна
  - вірменоїдна
- мішані раси
  - північно-західна
  - субнордична
  - альпійська
  - приморська
  - раса пальових будівель
  - динарська

## Класифікація Б.Лундмана
Шведський антрополог Бертіл Лундман ділив європеоїдів на такі типи:
- Каспідська південно-східна расова група
  - Групи з переважно арктичною статурою
    - Групи з трохи примітивним обличчям
      - Групи з часто дещо скошеними орбітами
        - волгіди
        - східні балтіди

      - Групи з прямими очима і великою верхньою райдужною оболонкою
        - допонтідна раса (вимерла)

    - Групи з майже інфантильним обличчям
      - скандо-лапіди
      - східно-альпійська раса

  - Прогресивні типи - всі вкрай доліхокефальні
    - східно-середземноморська раса
      - понтіди
      - іраніди
      - північні індіди
      - гандіди
      - несіди
      - сахариди чи південні середземноморці
      - єгиптиди

    - східні нордіди

  - тауриди
    - дінаріди
    - вірменіди (анатоліди)
- Атлантична північно-західна расова група
  - Доліхокефальні групи
    - палеоатлантіди
    - нордіди
      - фаліди
      - скандо-нордіди
      - північні атлантиди

    - Південна темнопігментована малоросла група
      - беріди
      - інфантильні (juvenile) групи
        - західні середземноморці
        - арабіди

  - Брахицефальні групи
    - західно-альпійська раса

## Класифікація К.Куна
У книзі «Раси Європи» (1939) американський антрополог К. Кун дав свою класифікацію європеоїдних рас:
- A. Великоголове населення, що збереглося з палеоліту
  - брюнський тип
  - тип борребю
- B. Чисті та змішані залишки населення палеоліту і мезоліту з помірним розміром голови
  - альпійці
  - ладозький тип
    - а) неодунайский
    - б) східнобалтійський

  - лопарський тип
- C. Чисті та змішані небрахицефалізовані середземноморці
  - Середземноморці
    - а) власне середземноморський тип
    - б) атланто-середземноморський тип
    - в) ірано-афганський тип

  - Нордіки
    - а) кельтський тип залізної доби
    - б) англосаксонський тип
    - в) тренелагський тип
    - г) остердальський тип
- D. Брахицефалізовані середземноморці (можливо, мішаного походження)
  - динарці
  - вірменоїди
  - норійці (Norics)

Радянський антрополог В. В. Бунак писав про класифікацію К. Куна наступне: «Класифікація Куна могла б набути дуже великого значення, якби автор підтвердив на краніологічному матеріалі зв'язок давніх форм з північними локальними варіантами <...>. Але Кун не утруднює себе аргументацією висунутої ним гіпотези. В даний час прийняті ним позначення давніх типів, а рівно і північних варіантів, не можуть вважатися точними і вимагають видозміни»

## Класифікація Е.Хутона
Американський учений Е. Хутон в роботі Up from the Ape (1946) розділив білу, або кавказоїдную расу на наступні типи:
- Середземноморський тип
  - Верхньопалеолітичний, головним чином на Британських островах
  - Іранського плато тип
  - Класичний середземноморський, з орлиноносим і прямоносим варіантами
- Айнський тип
- Кельтський тип (світлоокий, темно- або рудоволосий, довгоголовий, здебільшого на Британських островах)
- Нордичний тип
- Альпійський тип
- Східнобалтійський тип (біляві брахикефали)
- Вірменоїдний тип (стабілізована суміш типу Іранського плато, класичного середземноморського та альпійського типів)
- Динарський тип (стабілізована суміш з верхньопалеолітичного, альпійського, арменоїдного і нордичного типів)
- Нордично-альпійський тип
- Нордично-середземноморський тип

Також він виділив композитні типи, переважно білі:
- Австралійський (архаїчний варіант білої раси + тасманійський + меланезійський)
  - Мюрейський, з переважанням білого елементу
  - Карпентарійський, з переважанням меланезійського елементу
  - Тасманоїдний
- Індо-дравідійський (класичний середземноморський + австралоїдний + негритоський + різні незначні домішки)
  - Класичний індо-дравидійска, що тяжіє до класичного середземноморського типу: північна Індія
  - Суміш вірменоїдного з типом Іранського плато: західна і північно-східна Індія
  - Індо-нордичний: північно-західні Гімалаї
  - Австралоїдний або веддоїдний: центральна і південно-східна Індія
  - Негритоїдний: локально в Південній Індії
- Полінезійський (здебільшого білий + монголоїдний + меланезійський)

## Класифікація Р.Бьясутті
Італійський антрополог Ренато Бьясутті у своїй монументальній праці «Раси і народи Землі» (італ. Le razze ei popoli della terra, перше видання — 1939 р., друге — 1953-1960 рр.) Виділив такі раси європеоїдів:
- Доєвропіди
  - Айнська раса
  - Уральська раса
- Європіди
  - Середземноморська раса
    - Приморська раса
    - Берберска раса
    - Палеосардинська раса

  - Нордична раса
    - Ірландська раса
    - Дальська раса
    - Фінська раса

  - Іранська раса
    - Ассироїдна раса
    - Лівійська раса

  - Індійська раса
    - Індійська півострівна раса

  - Альпійська раса
    - Грузинська раса

  - Балтійська раса
    - Дослов'янська раса
    - Карпатська раса

  - Адріатична раса
    - Паданська раса
    - Норікська раса

  - Памірська раса
    - Вірменоїдна раса
- Лапіди
  - Лопарська раса

## Класифікації М.М.Чебоксарова і Я.Я.Рогінського— М.Г.Левіна
Радянський антрополог М.М. Чебоксаров у складі великої європеоїдної раси виділив такі малі раси, або раси другого порядку:
- індо-середземноморська мала раса
- атланто-балтійська мала раса
- середньоєвропейська мала раса
- біломоро-балтійська мала раса
- балкано-кавказька мала раса

Така само расова схема опублікована в підручнику з антропології Я.Я. Рогінського і М.Г. Левіна (1963).

## Класифікація Дж.Бейкера
Англійський біолог Джон Бейкер у своїй книзі «Раса» (англ. Race, 1974) наводить таку класифікацію європеоїдних расових типів:
- айнуїд
- нордід
- медітерранід
- північний індід
- орієнталід
- вірменід
- динарид
- альпінід
- східний європід
- туранід
- ефіопіда

## Класифікація В.П.Алексєєва
Радянський антрополог В.П. Алексєєв у своїй книзі «Географія людських рас» (1974) представив свою схему расової класифікації, в якій в європеоїдної расу входять:
- Балтійська або північноєвропейська локальна раса
  - Західнобалтійска група популяцій
  - Східнобалтійських група популяцій
  - Лапоноїдна група популяцій
- Центральноєвропейська локальна раса
  - Центрально-східноєвропейська група популяцій
  - Західноєвропейська група популяцій
- Середземноморська, або південноєвропейська локальна раса
  - Західносредземноморска група популяцій
  - Балкано-кавказька група популяцій
  - Аравійсько-африканська група популяцій
  - Передньоазіатська група популяцій
  - Індо-афганська група популяцій

## Класифікація В.В.Бунака
В.В. Бунак представляв расову диференціацію у вигляді дерева (1980). Його «стовбури» та «гілки» він поділяв на основі уявлень про давнину і глибині розбіжності окремих антропологічних варіантів. Європеоїди являють собою західне расове дерево:
- Кушитська расова гілка
  - Берберска раса
  - Ефіопська раса
- Середземна расова гілка
  - Семіто-аравійська раса
  - Сирійсько-Загросска раса
  - Індо-іранська раса
  - Ферганська раса
  - Понтійська раса
  - Кавказька раса
  - Каспійська раса
- Середземноморська расова гілка
  - Іберійська раса
  - Лігурска раса
  - Нижньодунайська раса
  - Балканська раса
- Європейська расова гілка
  - Атлантична раса
  - Центральна західноєвропейська раса
  - Балтійська раса
  - Центральна східноєвропейська раса
  - Субарктична (лопарі) раса

## Класифікація М.Г.Абдушелішвілі
М.Г. Абдушелішвілі (1990) запропонував досить роздрібнені й точні визначення окремих расових категорій. Найбільш великі підрозділи — континентальні раси, далі — локальні різновиди континентальних рас, потім — антропологічні типи, за ними — варіанти, і найнижча категорія — різновиди варіантів. Абдушелішвілі відносив європейську расу до західного (євро-африканського) расовою стовбуру і включав до її складу наступні різновиди і типи:
- Південноіндійський (перехідна) різновид
  - палеоіндійський тип
  - мезоіндійський тип
- Південноєвропейський (індо-середземноморський) різновид
  - індо-євразійський тип
  - передньоазіатський тип
  - східносередземноморський тип
  - західносередземноморський тип
- Північноєвропейський різновид
  - западнобалтійскій тип
  - східнобалтійських тип
  - лапоноїдний тип
- Центральноєвропейська різновид
  - західноєвропейський тип
  - центрально-східноєвропейський тип

## Класифікація А.І.Дубова
У 1994 р. на міжнародній конференції пам'яті В. П. Алексєєва А. І. Дубов у своїй доповіді представив власну схему поділу людських рас. Він розділив раси на первинні і метисні. Первинні раси - це ті, основні морфологічні характеристики яких не можуть бути отримані в результаті метисації сучасних рас. Європеоїди, згідно зі схемою А.І. Дубова, складають західний підвид, який поділяється на такі раси:
- Південноєвропеоїдна раса
- Північноєвропеоїдна раса
- Середньоєвропеоїдна метисна раса
- Уральська метисна раса